# Friedrich Tomi
Friedrich Tomi (* 30. April 1943 in Mährisch-Ostrau) ist ein deutscher Mathematiker. Er ist Professor an der Ruprecht-Karls-Universität Heidelberg und befasst sich mit Variationsrechnung und Minimalflächen.

## Leben
Tomi studierte an der Ludwig-Maximilians-Universität München Mathematik, schloss sein Studium dort 1967 mit einem Diplom ab und wurde 1969 bei Erhard Heinz an der Universität Göttingen promoviert (über semilineare elliptische Differentialgleichungen zweiter Ordnung). 1972 habilitierte er sich in Göttingen und war danach wissenschaftlicher Rat und Professor an der Universität Münster. 1974 wurde er ordentlicher Professor in Saarbrücken und 1983 in Heidelberg. Von 1989 bis 1992 war er dort Dekan der mathematischen Fakultät.
1974 war er Gastprofessor an der University of Minnesota in Minneapolis.
Er ist seit 1967 verheiratet und hat drei Kinder.

## Schriften
- mit Anthony Tromba:  The index theorem for minimal surfaces of higher genus, Memoirs AMS, 1995
- mit Tromba:  Existence theorems for minimal surfaces of non-zero genus spanning a contour, Memoirs AMS 1988
- On the local uniqueness of the problem of least area, Archive Rat. Mech.Analysis, Band 53, 1973, S. 312–318
- mit Tromba: Extreme curves bound embedded minimal surfaces of the type of the disk, Mathem. Z., Band 159, 1978, S. 137–142